# Divisão euclidiana

17 é dividido em 3 grupos de 5, com 2 como sobras. Aqui, o dividendo é 17, o divisor é 5, o quociente é 3 e o resto é 2 (que é estritamente menor que o divisor 5) ou, mais simbolicamente,

Na aritmética, a divisão euclidiana (ou divisão com resto) é o processo de dividir um inteiro (o dividendo) por outro (o divisor), de forma que produza um quociente e um resto menor que o divisor. Uma propriedade fundamental é que o quociente e o resto existem e são únicos, sob algumas condições. Por causa dessa singularidade, a divisão euclidiana é frequentemente considerada sem referência a nenhum método de cálculo e sem calcular explicitamente o quociente e o resto. Os métodos de computação são chamados de algoritmos de divisão de inteiros, sendo o mais conhecido deles a divisão longa.
A divisão euclidiana e os algoritmos para calculá-la são fundamentais para muitas questões relativas a inteiros, como o algoritmo euclidiano para encontrar o maior divisor comum de dois inteiros, e aritmética modular, para a qual apenas restos são considerados. A operação que consiste em calcular apenas o resto é chamada de operação módulo, e é frequentemente usado em matemática e ciência da computação.

A torta tem 9 fatias, então cada uma das 4 pessoas recebe 2 fatias e 1 sobra

## Teorema da divisão
Dados dois inteiros {\displaystyle a} e {\displaystyle b}, com {\displaystyle b\neq 0}, existem inteiros únicos {\displaystyle q} e {\displaystyle r} tais que
{\displaystyle a=bq+r}
e
{\displaystyle 0\leq r<|b|},
onde {\displaystyle |b|} denota o valor absoluto de {\displaystyle b}.
No teorema acima, cada um dos quatro inteiros tem um nome próprio: {\displaystyle a} é chamado de dividendo, {\displaystyle b} é chamado de divisor, {\displaystyle q} é chamado de quociente e {\displaystyle r} é chamado de resto.
O cálculo do quociente e do resto do dividendo e do divisor é chamado de divisão ou — em caso de ambiguidade — divisão euclidiana. O teorema é frequentemente referido como algoritmo de divisão (embora seja um teorema e não um algoritmo), porque sua demonstração, conforme fornecida a seguir, se presta a um algoritmo de divisão simples para calcular {\displaystyle q} e {\displaystyle r}.
A divisão não é definida no caso em que {\displaystyle b=0}; (veja a divisão por zero).
Para o resto e a operação módulo, existem convenções diferentes de {\displaystyle 0\leq r<|b|}.

## História
Antes da descoberta do sistema de numeração hindu-arábica, que foi introduzido na Europa durante o século XIII por Fibonacci, a divisão era extremamente difícil, e apenas os melhores matemáticos eram capazes de fazê-la. Atualmente, a maioria dos algoritmos de divisão, incluindo divisão longa, são baseados nesta notação ou em suas variantes, como numerais binários. Uma exceção notável é a divisão Newton-Raphson, que é independente de qualquer sistema numérico.
O termo "divisão euclidiana" foi introduzido durante o século XX como uma abreviação para "divisão dos anéis euclidianos". Foi rapidamente adotado por matemáticos para distinguir esta divisão de outros tipos de divisão de números.[carece de fontes?]

## Exemplo intuitivo
Suponha que uma torta tenha 9 fatias e elas sejam divididas igualmente entre 4 pessoas. Usando a divisão euclidiana, 9 dividido por 4 é 2 com o resto 1. Em outras palavras, cada pessoa recebe 2 fatias de torta, e sobra 1 fatia.
Isso pode ser confirmado usando a multiplicação—o inverso da divisão: se cada uma das 4 pessoas recebeu 2 fatias, então {\displaystyle 4\times 2=8} fatias foram dadas no total. Adicionando 1 fatia restante, o resultado são 9 fatias. Em resumo: {\displaystyle 9=4\times 2+1}.
Em geral, se o número de fatias é denotado por {\displaystyle a} e o número de pessoas é denotado por {\displaystyle b}, então pode-se dividir a torta igualmente entre as pessoas, de modo que cada pessoa receba {\displaystyle q} fatias (o quociente), com algum número de fatias {\displaystyle r<b} sendo a sobra (o resto). Nesse caso, a equação {\displaystyle a=bq+r} permanece válida.
Como um exemplo alternativo, se 9 fatias fossem divididas entre 3 pessoas em vez de 4, cada uma receberia 3 e nenhuma fatia sobraria, o que significa que o resto seria zero, levando à conclusão de que 3 divide 9 igualmente, ou que 3 divide 9.
A divisão euclidiana também pode ser estendida para dividendo negativo (ou divisor negativo) usando a mesma fórmula; por exemplo, {\displaystyle -9=4\times (-3)+3}, o que significa que −9 dividido por 4 é −3 com resto 3.

## Exemplos
- Se {\displaystyle a=7} e {\displaystyle b=3}, então {\displaystyle q=2} e {\displaystyle r=1}, já que {\displaystyle 7=3\times 2+1}.
- Se {\displaystyle a=7} e {\displaystyle b=-3}, então {\displaystyle q=-2} e {\displaystyle r=1}, já que {\displaystyle 7=-3\times (-2)+1}.
- Se {\displaystyle a=-7} e {\displaystyle b=3}, então {\displaystyle q=-3} e {\displaystyle r=2}, já que {\displaystyle -7=3\times (-3)+2}.
- Se {\displaystyle a=-7} e {\displaystyle b=-3}, então {\displaystyle q=3} e {\displaystyle r=2}, já que {\displaystyle -7=-3\times 3+2}.

## Prova
A seguinte prova do teorema da divisão se baseia no fato de que uma sequência decrescente de inteiros não negativos para eventualmente. Ele é separado em duas partes: uma para existência e outra para unicidade de {\displaystyle q} e {\displaystyle r}. Outras provas usam o princípio de boa ordenação (ou seja, a afirmação de que todo conjunto não vazio de inteiros não negativos tem um menor elemento) para tornar o raciocínio mais simples, mas têm a desvantagem de não fornecer diretamente um algoritmo para resolver a divisão.

### Existência
Considere primeiro o caso {\displaystyle b<0}. Definindo {\displaystyle b'=-b} e {\displaystyle q'=-q}, a equação {\displaystyle a=bq+r} pode ser reescrita como {\displaystyle a=b'q'+r} e a desigualdade {\displaystyle 0\leq r<|b|} pode ser reescrita como {\displaystyle 0\leq r<|b'|}. Isso reduz a existência do caso {\displaystyle b<0} àquela do caso {\displaystyle b>0}.
Da mesma forma, se {\displaystyle a<0} e {\displaystyle b>0}, definindo {\displaystyle a'=-a}, {\displaystyle q'=-q-1} e {\displaystyle r'=b-r}, a equação {\displaystyle a=bq+r} pode ser reescrita como {\displaystyle a'=bq'+r'}, e a desigualdade {\displaystyle 0\leq r<|b|} pode ser reescrito como {\displaystyle 0\leq r'<|b|}. Assim, a prova da existência fica reduzida ao caso {\displaystyle a\geq 0} e {\displaystyle b>0} — que será considerado no restante da prova.
Sejam {\displaystyle q_{1}=0} e {\displaystyle r_{1}=a}, então esses são números não negativos tais que {\displaystyle a=bq_{1}+r_{1}}. Se {\displaystyle r_{1}<b}, então a divisão está completa, então suponha que {\displaystyle r_{1}\geq b}. Então, definindo {\displaystyle q_{2}=q_{1}+1} e {\displaystyle r_{2}=r_{1}-b}, temos {\displaystyle a=bq_{2}+r_{2}} com {\displaystyle 0\leq r_{2}<r_{1}}. Como existem apenas {\displaystyle r_{1}} inteiros não negativos menores que {\displaystyle r_{1}}, basta repetir este processo no máximo {\displaystyle r_{1}} vezes para atingir o quociente final e o resto. Ou seja, existe um número natural {\displaystyle k\leq r_{1}} tal que {\displaystyle a=bq_{k}+r_{k}} e {\displaystyle 0\leq r_{k}<|b|}.
Isso prova a existência e também fornece um algoritmo de divisão simples para calcular o quociente e o restante. Porém, este algoritmo não é eficiente, pois seu número de passos é da ordem de {\displaystyle a/b}.

### Unicidade
O par de inteiros {\displaystyle r} e {\displaystyle q} tais que {\displaystyle a=bq+r} é único, no sentido de que não pode haver outro par de inteiros que satisfaça a mesma condição no teorema da divisão euclidiana. Em outras palavras, se temos outra divisão de {\displaystyle a} por {\displaystyle b}, digamos {\displaystyle a=bq'+r'} com {\displaystyle 0\leq r'<|b|}, então devemos ter isso
{\displaystyle q'=q} e {\displaystyle r'=r}.
Para provar esta afirmação, primeiro começamos com as suposições de que
{\displaystyle 0\leq r<|b|}
{\displaystyle 0\leq r'<|b|}
{\displaystyle a=bq+r}
{\displaystyle a=bq'+r'}
Subtraindo as duas equações resulta
{\displaystyle b(q-q')=r'-r}.
Portanto, {\displaystyle b} é um divisor de {\displaystyle r'-r}. Como
{\displaystyle |r'-r|<|b|}
pelas desigualdades acima, obtém-se
{\displaystyle r'-r=0},
e
{\displaystyle b(q-q')=0}.
Como {\displaystyle b\neq 0}, obtemos que {\displaystyle r=r'} e {\displaystyle q=q'}, o que prova a parte da unicidade do teorema da divisão euclidiana.

## Eficácia
Em geral, uma prova de existência não fornece um algoritmo para calcular o quociente existente e o resto, mas a prova acima fornece imediatamente um algoritmo, embora não seja muito eficiente, pois requer tantos passos quanto o tamanho do quociente. Isso está relacionado ao fato de que utiliza apenas adições, subtrações e comparações de inteiros, sem envolver multiplicação, nem qualquer representação particular dos inteiros, como notação decimal.
Em termos de notação decimal, a divisão longa fornece um algoritmo muito mais eficiente para resolver as divisões euclidianas. Sua generalização para notação binária e hexadecimal fornece mais flexibilidade e possibilidade de implementação em computador. No entanto, para grandes entradas, algoritmos que reduzem a divisão à multiplicação, como Newton-Raphson, são geralmente preferidos, porque eles só precisam de um tempo que é proporcional ao tempo da multiplicação necessária para verificar o resultado—independentemente do algoritmo de multiplicação que é usado.

## Variantes
A divisão euclidiana admite uma série de variantes, algumas das quais estão listadas abaixo.

### Outros intervalos para o resto
Na divisão euclidiana com {\displaystyle d} como divisor, o resto deve pertencer ao intervalo {\displaystyle [0,d)} de comprimento {\displaystyle |d|}. Qualquer outro intervalo de mesmo comprimento pode ser usado. Mais precisamente, dados inteiros {\displaystyle m}, {\displaystyle a}, {\displaystyle d} com {\displaystyle m>0}, existem inteiros únicos {\displaystyle q} e {\displaystyle r} com {\displaystyle d\leq r<m+d} tal que {\displaystyle a=mq+r}.
Em particular, se {\displaystyle d=-\left\lfloor {\frac {m}{2}}\right\rfloor } então {\displaystyle -\left\lfloor {\frac {m}{2}}\right\rfloor \leq r<m-\left\lfloor {\frac {m}{2}}\right\rfloor } . Essa divisão é chamada de divisão centralizada e seu resto {\displaystyle r} é chamado de resto centralizado ou o menor resto absoluto.
Isso é usado para aproximar números reais: a divisão euclidiana define o truncamento e a divisão centralizada define o arredondamento.

### Divisão de Montgomery
Dados inteiros {\displaystyle a}, {\displaystyle m} e {\displaystyle R,} com {\displaystyle m>0} e {\displaystyle \mathrm {mdc} (R,m)=1,} seja {\displaystyle R^{-1}} o inverso multiplicativo modular de {\displaystyle R} (i.e., {\displaystyle 0<R^{-1}<m} com {\displaystyle R^{-1}R-1} sendo um múltiplo de {\displaystyle m}), então existem inteiros únicos {\displaystyle q} e {\displaystyle r} com {\displaystyle 0\leq r<m} tal que {\displaystyle a=mq+R^{-1}\cdot r}. Este resultado generaliza a divisão ímpar de Hensel (1900).
O valor {\displaystyle r} é o {\displaystyle N}-ésimo resíduo definido na redução de Montgomery.

## Em domínios euclidianos
Domínios euclidianos (também conhecidos como anéis euclidianos) são definidos como domínios integrais que suportam a seguinte generalização da divisão euclidiana:
Dado um elemento {\displaystyle a} e um elemento {\displaystyle b} diferente de zero em um domínio euclidiano {\displaystyle R} equipado com uma função euclidiana {\displaystyle d} (também conhecida como avaliação euclidiana ou função de grau), existem {\displaystyle q} e {\displaystyle r} em {\displaystyle R} tais que {\displaystyle a=bq+r} e {\displaystyle r=0} ou {\displaystyle d(r)<d(b)}.
A exclusividade de {\displaystyle q} e {\displaystyle r} não é necessária. Ocorre apenas em casos excepcionais, normalmente para polinômios univariados e para inteiros, se a condição adicional {\displaystyle r\geq 0} for adicionada.
Exemplos de domínios euclidianos incluem corpos, anéis polinomiais em uma variável sobre um corpo e os inteiros gaussianos. A divisão euclidiana de polinômios tem sido objeto de desenvolvimentos específicos.